# Clèves (téléfilm)
Pour les articles homonymes, voir Clèves (homonymie).
Pour plus de détails, voir Fiche technique et Distribution.
Clèves est un téléfilm français écrit et réalisé par Rodolphe Tissot et diffusé sur Arte en 2022. C'est une libre adaptation d'un roman de Marie Darrieussecq.

## Synopsis
Solange, une jeune fille de 15 ans, habite à Clèves, petit village de Haute-Savoie. Sa mère est dépressive et son père est souvent absent. Elle découvre sa sexualité en étant livrée à elle-même, entre ses copines avec qui elle se fâche et son voisin qui joue le rôle de « baby-sitter »,.

## Fiche technique
- Réalisation : Rodolphe Tissot
- Scénario : Rodolphe Tissot et Marianne Pujas d'après le roman Clèves de Marie Darrieussecq[3]
- Productrice : Caroline Bonmarchand
- Photographie : Pénélope Pourriat
- Musique originale : Philippe Jakko
- Montage : Sanabel Cherqaoui
- Décors : Guillaume Deviercy
- Costumes : Marité Coutard
- Casting : Julie Allione
- Coach : Maryam Muradian
- Durée : 110 minutes[4]
- Date de première diffusion : 10 juin 2022 (Arte)

## Distribution
- Louisiane Gouverneur : Solange « So-so »
- Vincent Deniard : Vittoz
- Aymeric Fougeron : Arnaud
- Sarah Suco : la mère de Solange
- Alexandre Steiger : le père de Solange
- Marie Dompnier : la mère de Myrtille
- Camille Beaurain : Myrtille
- Noémie Moncel : Ester
- Lisa Ruez : Nathalie
- Kim Higelin : Delphine
- Margot Heckmann : Laetitia
- Angèle Morgan : Solange petite

## Production
Le tournage a eu lieu du 31 août au 25 septembre 2020.
Certaines scènes d'extérieur ont été tournées à Alby-sur-Chéran en Haute-Savoie. Le nom « Clèves » est un nom de village fictif.
La comédienne Louisiane Gouverneur, qui joue le rôle de Solange à 15 ans, avait 19 ans au moment du tournage. Toutes les scènes à caractère sexuel ont été répétées et chorégraphiées avec l'aide d'une coordinatrice d'intimité .
La bande originale du film contient de nombreux titres, notamment de Belle and Sebastian, Odezenne, U.S. Girls, Alex Rossi et Marty Friedman.

## Accueil
Le film est présenté en avant-première le 17 septembre 2021 au Festival de La Rochelle où il est doublement primé : meilleure réalisation pour Rodolphe Tissot et meilleur jeune espoir féminin pour Louisiane Gouverneur.
Diffusé le 10 juin 2022 sur Arte, il réalise un très bon score (près d'un million de téléspectateurs) auquel s'ajoutent près de deux millions de vues en replay sur le site d'Arte, ce qui en fait la meilleure audience de l'année pour une fiction unitaire.
Il a également bénéficié d'un accueil très favorable de la presse : 
Pour Le Monde, il s'agit d'une adaptation très réussie du roman de Marie Darrieussecq : « C’est rare, si rare de si bien dire et montrer l’adolescence, le désir, le sexe, les premières fois. C’est rare et, pourtant, c’est ce que réussit admirablement Rodolphe Tissot. »
Pour France Inter, on peut parler d'une sorte de « Princesse de Clèves à l'ère du mouvement #MeToo », avec « un espace d'incertitude autour du consentement : rarement les tourments adolescents, racontés à l’écran, 
ont semblé si réels, les envies, les rêves, mais aussi les malaises. »
Pour Télérama, « avec sa caméra élégante, Rodolphe Tissot se place à exacte distance et capte avec 
délicatesse la tempête de l’adolescence. TTT. »
Pour Elle, « lever le voile, sans pudeur, sur ce moment de la vie, tel était le projet de l’écrivaine, et tel est celui du réalisateur Rodolphe Tissot, qui transpose avec grâce le roman à l’écran. »
Pour L'Humanité, « c’est très joli, souvent juste, très bien filmé et la jeune Louisiane Gouverneur, lumineuse, est une vraie révélation »
Pour Les Inrocks, « ce film étonnant méritait une sortie en salles. »
Pour Télé-Loisirs, « la fiction est troublante de vérité, traitant sans fard de réalités aussi crues que touchantes. Dans le rôle de Solange, Louisiane Gouverneur est une vraie révélation. »
Pour Télé 7 Jours, « rarement le trouble adolescent, celui que l'on vit et celui qu'il provoque chez les autres, n'aura été aussi bien dépeint et incarné que dans le film de Rodolphe Tissot. »
Pour Ouest-France, « on ne sort pas indemne de cette immersion dans la vie d’une adolescente, au fil d’un récit qui sonne terriblement juste. »
Pour Le Parisien, « brillamment adapté du roman de Marie Darrieussecq, un pari audacieux et réussi avec grâce. »
En février 2023, il reçoit le prix de la meilleure œuvre de fiction par le Syndicat de la Critique de Cinéma.

## Distinctions
- Festival de la fiction TV de La Rochelle 2021 :
  - Meilleur réalisateur pour Rodolphe Tissot[22]
  - Meilleur espoir féminin pour Louisiane Gouverneur [23]

- Syndicat français de la critique de cinéma et des films de télévision :
  - Meilleure œuvre de fiction 2022